# Indira Naidoo-Harris
Pour les articles homonymes, voir Naidoo et Harris.
Indira Naidoo-Harris est une femme politique provinciale canadienne de l'Ontario. Elle représente la circonscription de Halton à titre de députée du Parti libéral de l'Ontario de 2014 à 2018. Elle est ministre dans le cabinet du gouvernement de Kathleen Wynne.

## Biographie
Née à Durban en Afrique du Sud durant l'apartheid, elle immigre au Canada alors qu'elle est encore une enfant. Elle grandit en Alberta et gradue à l'Université de Lethbridge et commence une carrière dans la radiodiffusion avec la NBC et PBS. Elle s'établit en Ontario durant les années 1990.
Peu avant son entrée en politique, elle devient lectrice de nouvelles à la CBC Radio et journaliste à la CBC Television. Entre-temps, elle réside à Milton en Ontario avec son mari Randy et ses deux enfants.

### Carrière politique
Candidate en 2011 dans la circonscription de Halton, elle est défaite par le député progressiste-conservateur Ted Chudleigh par près de 3 150 voix,. À nouveau candidate en 2014, elle remporte l'élection cette fois avec une majorité d'environ 5 700 voix,.
De 2014 à 2016, elle est assistante parlementaire du ministre de la Santé et soins de longue durée. Le 13 juin 2016, elle est promue ministre associée aux Finances et responsable du Programme de pension de retraite de l'Ontario,. Elle est transférée au nouveau ministère de la Protection de la jeunesse le 24 août 2016. En plus de son rôle de ministre, en janvier 2017, elle devient également ministre du Statut de la Femme. En janvier 2018, la première ministre lui confère en plus de son rôle de ministre, celui de ministre de l'Éducation.
La circonscription de Halton étant abolie, elle remporte l'investiture pour la nouvelle circonscription de Milton, mais est finalement défaite lors de l'élection de 2018.